# Cylindre de Jefferson
Pour les articles homonymes, voir Cylindre (homonymie).

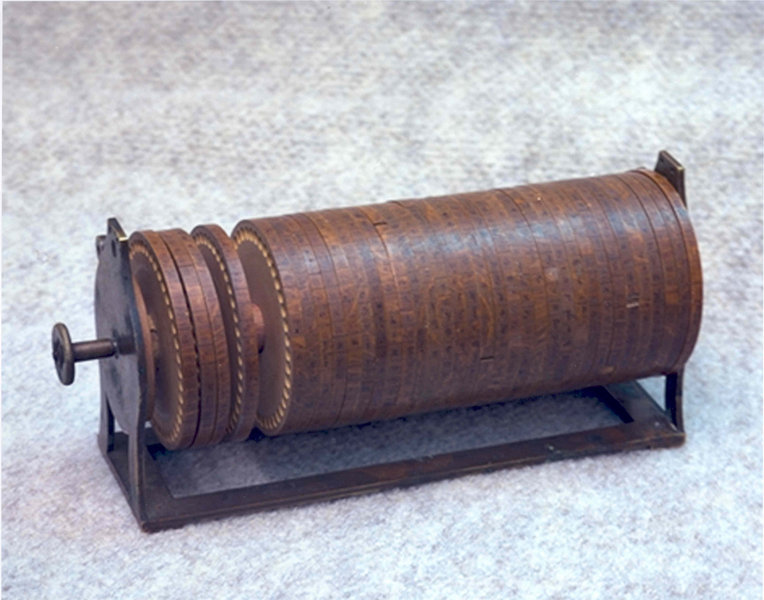
Cylindre de Jefferson

Le cylindre de Jefferson est un chiffrement polyalphabétique inventé par Thomas Jefferson (futur président des États-Unis) alors qu'il était secrétaire d'État de George Washington.

## Histoire
Vers 1793, Jefferson mit au point une méthode simple et ingénieuse pour chiffrer et déchiffrer des messages. Le cylindre de Jefferson (Jefferson's wheel cipher en anglais) consiste en 26 roues pouvant tourner autour d'un axe. Les vingt-six lettres de l'alphabet sont inscrites sur la tranche de chaque roue dans un ordre aléatoire. En tournant ces roues, les messages peuvent être formés.
Par exemple, l'expéditeur du message "Thomas Jefferson's wheel cipher"  compose ce message sur une ligne, puis, pour chiffrer son message, regarde une autre ligne du cylindre, par exemple celle juste au-dessus, commençant par la lettre "M", et envoie cette série de lettres. Le destinataire du message reçoit alors le message "MZNCSKYONSLKTRFAJQQBRTXYUKA" qu'il compose sur son propre cylindre (identique à celui de l'expéditeur), puis il cherche sur celui-ci la ligne où le texte est intelligible.
| A | O | K | U | Y | U | X | R | I | A | U | K | U | F | H | L | O | N | S | W | K | L | K | T | R | F | P |
| M | Z | N | C | S | K | Y | O | N | S | L | K | T | R | F | A | J | Q | Q | B | R | T | X | Y | U | K | A |
| T | H | O | M | A | S | J | E | F | F | E | R | S | O | N | S | W | H | E | E | L | C | I | P | H | E | R |
| V | R | E | U | Y | W | R | 3 | V | P | F | E | 7 | J | Y | I | L | D | D | O | T | L | H | E | I | V | O |
| C | E | P | K | Q | H | 6 | K | S | Z | G | F | B | V | X | Y | H | Z | J | P | S | J | G | W | M | S | 8 |

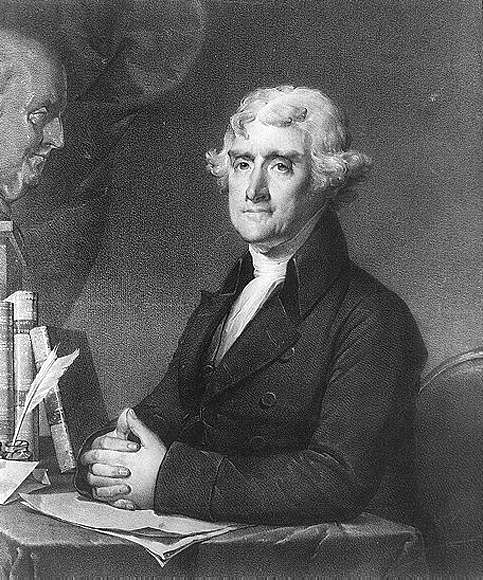
Thomas Jefferson

La description que Jefferson en a faite est particulièrement claire et rigoureuse:
Confectionnez un cylindre de bois blanc d'environ deux pouces de diamètre et six à huit pouces de long. Percez en son axe un trou suffisant pour recevoir une broche d'un huitième ou un quart de pouce de diamètre. Divisez le pourtour en 26 parts égales (pour les 26 lettres de l'alphabet) et, avec un poinçon, tracez des lignes parallèles, d'un bout à l'autre, à partir des points de division. Tracez ces lignes avec de l'encre pour les rendre plus apparentes. Puis, découpez le cylindre en disques d'environ un sixième de pouce d'épaisseur. Ils ressemblent à des jetons de jacquet. Numérotez chacun d'entre eux sur une des faces, de façon à pouvoir les assembler dans n'importe quel ordre que vous aurez choisi. Sur le pourtour de chaque disque et entre les lignes noires, inscrivez les lettres de l'alphabet, non dans l'ordre normal mais en désordre, de façon qu'il n'y ait pas deux disques semblables. Assemblez-les maintenant dans l'ordre que vous avez choisi, sur l'axe de fer dont l'une des extrémités a une «tête» et l'autre un filetage et un écrou permettant de les maintenir fermement. L'appareil est maintenant prêt à l'emploi, votre correspondant ayant un cylindre semblable, semblablement disposé.
Pour un ensemble donné de disques avec leurs alphabets désordonnés, on peut produire une très grande variété de chiffrements différents, en changeant seulement l'ordre des disques du cylindre, car si vous faites le produit de tous les nombres compris entre 1 et le nombre de disques (quel qu'il soit), le résultat donnera le nombre de rangements possibles, donc de clefs de chiffrement utilisables avec des correspondants différents, celle de chacun d'eux étant inintelligible pour tous les autres.

## Autres utilisations
Bien que Jefferson ait apparemment abandonné l'usage de ce procédé après 1802, il fut réinventé en 1891 par le colonel français Bazeries et le colonel italien Ducros en 1900. Ce type de chiffrement sera utilisé dans l'armée américaine de 1923 à 1942 par le biais de la machine M-94.